# Vescomtat de Chartres
El vescomtat de Chartres fou una jurisdicció feudal de França, exercida per feudataris dels comtes de Blois a Chartres.
El comte Tibauld de Blois va ocupar Chartres el 956 i hi va deixar vescomtes; la línia vescomtal hereditària la va iniciar Hildui, d'origen desconegut, el 1019. Hilduí va fundar l'abadia de Coulombs el 1025 i l'abadia de Saint-Jean-en-Vallée a Chartres el 1036. Fou també comte de Breteuil i va cedir llavors el vescomtat al seu fill Harduí. Va cedir Breteuil al seu fill Erard I el 1048. Va morir a Saint Vanne a Verdun el 18 de maig de 1060. Va tenir cinc fills dels quals Harduí el va succeir a Chartres però va morir abans que el seu pare el 14 de juny de 1060. El seu germà Erard I de Breteuil va recollir la successió de Chartres (1060-1066). Erard I va morir el 12 de febrer de 1066; estava casat amb Humberga i van tenir 8 fills dels quals Erard II el va succeir a Breteuil i Chartes. Erard II es va casar però no va tenir fills i es va fer monjo el 1073. El seu germà Walerà, consenyor de Creil, apareix esmentat en una donació del 1077 com "Waleranni…possessor in Francia castri…Bretulii" (equivaldria a senyor de Vreteuil) i va iniciar la branca de Breteuil. Hug I anomenat Blavons va ser vescomte de Chartres i senyor de Puiset des de 1073.
Hug de Chartres va morir després del 23 de desembre de 1096, quan apareix encara en una carta subscrita per la seva dona Adelidis (Alix), senyora de Villepreux, morta el 1097, filla de Guiu I, senyor de Montlhéry, i d'Hodierna, senyora de Gometz i de Ferté-Alais, de la qual va tenir 9 fills, sent el successor Erard III del Puiset que va morir a Terra Santa el 21 d'agost de 1099, senyor de Puiset i vescomte de Chartres, es va casar amb Adelaida de Corbeil, filla de Bucard II comte de Corbeil, i va tenir dos fills dels quals Hug III de Puiset fou el successor i vescomte de Chartres i comte de Corbeil i senyor de Puiset (major d'edat el 1106). Es va casar (abans del 1104) amb Ines o Agnes de Blois, filla del comte Esteve de Blois i de Chartres, i va morir el 1132 a Palestina deixant tres fills dels quals el gran Erard IV el va succeir a Puiset i com a vescomte de Chartres. Hug de Puiset (conegut com a Hug II de Puiset), germà d'Erard III, mort el 1118, va ser el regent d'Hug III de Puiset (1096-1106) i després va anar al regne de Jerusalem i el mateix 1106 en arribar va adquirir territori a Jaffa que va esdevenir una senyoria el 1118 per decisió del rei Balduí II de Jerusalem, i fou origen dels senyors de Jaffa.
Erard IV de Puiset, el fill d'Hug III, fou senyor de Puiset, vescomte de Chartres, va morir vers 1190; estava casat amb Eloisa de Roucy i en segones noces amb Maria i va deixar quatre fills de la primera dona dels quals Hug IV va rebre la senyoria de Puiset i el vescomtat de Chartres en vida del seu pare, i fou comte consort de Bar (Bar-sur-Seine) pel seu matrimoni amb la comtessa Petronila (filla del comte Miló) però va morir el novembre de 1189 a Anglaterra. Va deixar quatre fills i va originar la dinastia anomenada de Puiset dels comtes de Bar, amb el seu fill Miló, mort a Damiata el 17/18 d'agost del 1219, que va rebre Chartres i Puiset a la mort del seu pare i Bar de la seva mare (documentat des del 1199). En carta datada el 1210 va fundar l'hospital de Bar. El 1219 va marxar a la croada en la qual va morir aquell mateix any. Es va casar (abans del 1199) amb Elisenda de Joigny (viuda de Joan d'Arcis i filla de Renard IV comte de Joigny) i va deixar dos fills, Hug, mort abans del 12 d'octubre del 1199 i Gaucher mort en batalla a Damiata, dies abans que el seu pare, el 30 de juliol de 1219. Gaucher es va casar amb Elisabet de Courtenay filla de Pere II de Courtenay, emperador de Constantinoble, però no van tenir fills i la dinastia es va extingir. L'hereu, un cosí de nom desconegut, fill de Margarita, germana de Miló, va vendre els seus drets al comtat de Xampanya (1220).

## Llista de comtes
- Hilduí 1019-1036
- Harduí 1036-1060
- Erard I 1060-1066
- Erard II 1066-1073
- Hug I 1073-1097
- Erard III 1097-1099 
  - Hug (II) de Puiset, regent 1099-1106
- Hug III 1099-1186, comte de Corbeil
- Erard IV 1186-1189
- Hug III (segona vegada) 1189-1190
- Hug IV 1190-abans de 1199 comte de Bar sur Seine
- Miló abans de 1199-1219